# Massenlinie (China)
Die Massenlinie (chinesisch 群众路线, Pinyin Qúnzhòng lùxiàn) ist ein politisches Konzept der KPCh (Kommunistische Partei Chinas; damals unter der Führung Maos), das ihr in den 1940ern eine große Anhängerschaft sicherte. Es knüpft an die konfuzianische Maxime des idealen Beamten an, der seine Arbeit im Sinne des Volkes aber nicht in dessen Auftrag zu erfüllen habe.
Parteikader registrierten die Bedürfnisse und Wünsche der Bevölkerung und leiteten sie an die Partei weiter, welche diese Wünsche durch Synthese mit den Parteiprinzipien in politische Maßnahmen umsetzte. Diese Kader setzten sich aus Mitgliedern der beobachteten Gruppen zusammen, die beispielsweise im Falle eines Bauernkaders selbst auf dem Feld mitarbeiteten. Die KPCh konnte so während des chinesischen Bürgerkrieges eher als die damalige Kuomintang auf die Interessen der Bevölkerungsmehrheit eingehen.